# Worsley (Alberta)
Worsley ist eine politisch unselbständige Siedlung im Nordwesten von Alberta, Kanada, mit dem Status eines Weilers (englisch Hamlet).

## Lage
Die Siedlung liegt im nordwestlichen Bereich der Region Nord-Alberta, am nördlichen Ende des regionalen Alberta Highway 726, der einige Kilometer südlich am Alberta Highway 64 beginnt. Worsley liegt etwa 190 Kilometer nördlich von Grande Prairie bzw. 620 Kilometer nordwestlich von Edmonton im Peace River Country am Rand des Aspen Parklands.
Der Verwaltungsbezirk („Municipal District“) Clear Hills County hat seinen Verwaltungssitz in Worsley.

## Geschichte
Das erste Postamt wurde 1931 in Worsley gegründet.
Es ist ein landwirtschaftliches Dienstleistungszentrum für die umliegenden Bauerngemeinden, in denen hauptsächlich Gerste, Weizen, Raps und Schwingel angebaut werden.